# Sam Quek
Samantha Ann Quek (Wirral, 18 de outubro de 1988) é uma jogadora de hóquei sobre a grama britânica que atuou pela seleção do Reino Unido, campeã olímpica em 2016.